# Fiumefreddo Bruzio
Fiumefreddo Bruzio – miejscowość i gmina we Włoszech, w regionie Kalabria, w prowincji Cosenza.
Według danych na rok 2004 gminę zamieszkiwało 3306 osób, 110,2 os./km².